# ميلاتوزوماب
ميلاتوزوماب هو جسم مضاد وحيد النسيلة مرتبط بدوكسوروبيسين بدأت المرحلتين الأولى والثانية من التجارب السريرية لاستخدامه في علاج الورم النقوي المتعدد وأورام الدم الأخرى.